# Silves, Amazonas
Silves este un oraș în unitatea federativă Amazonas, Brazilia. Avea o populație de 9,046 persoane în 2005 și o suprafață de 3,749 km².